# Psalter von Montpellier

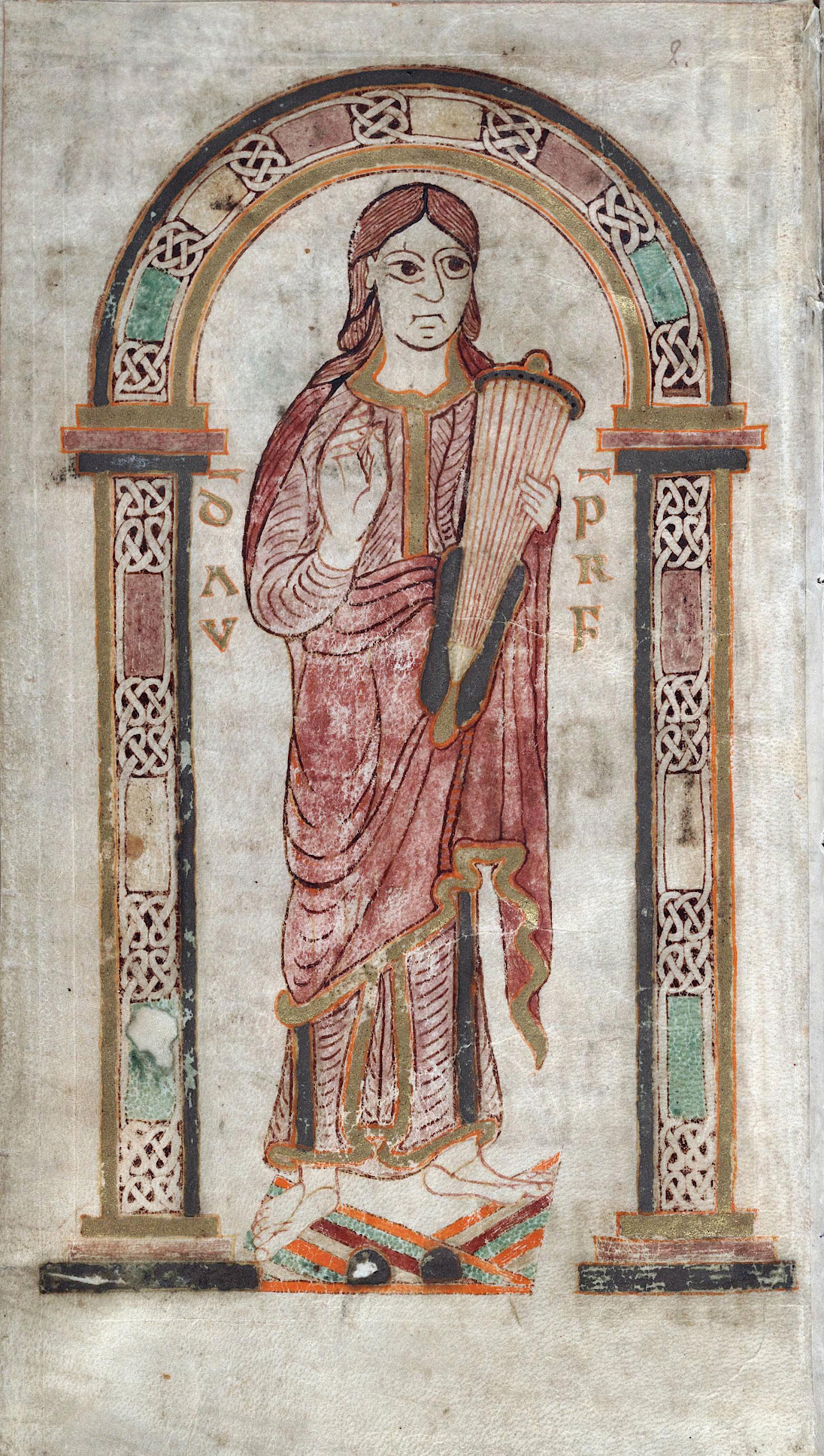
König David

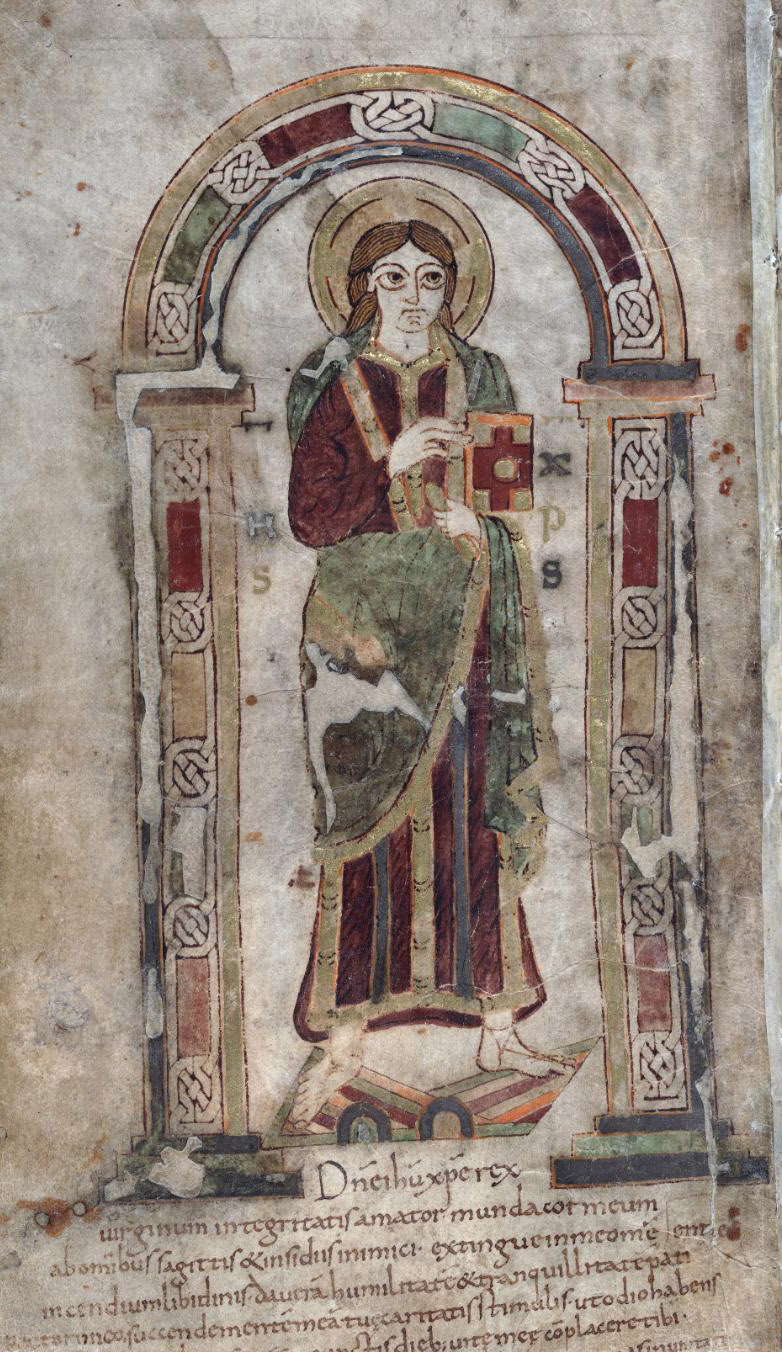
Christus

Der Psalter von Montpellier, auch Tassilo-Psalter oder Mondsee-Psalter genannt, früher auch Psalter Karls des Großen, ist einer der ältesten Psalter aus karolingischer Zeit. Er wurde im 8. Jahrhundert im damals bajuwarischen Kloster Mondsee unter der Herrschaft der Agilolfinger gefertigt und war wahrscheinlich für den Baiernherzog Tassilo III. und dessen Familie bestimmt. Das Werk hat eine turbulente Geschichte hinter sich und liegt heute in der Bibliothèque Interuniversitaire Médicine der Universität Montpellier in Frankreich, wo es unter der Signatur MS H 409 aufbewahrt wird.
Dieser kleinformatige Psalter beinhaltet zwei ganzseitige Miniaturen, die Jesus Christus und König David darstellen, 165 in Gold und Silber gehaltene größere Initialen sowie über 2000 kleinere Initialen, welche in den Farben Gelb, Rot und Grün gehalten sind. Dieser reich ausgestattete Psalter beruht im Bildtypus auf spätantiken, vermutlich aus Ravenna stammenden Vorlagen aus dem 6. Jahrhundert. Die Psalmanfänge bestehen jeweils aus Unziale mit Ornamenten. Die Sprache der Texte ist Latein.

## Entstehung
Der Psalter von Montpellier galt lange Zeit auf Grund seiner spätantiken, teilweise an byzantinische Vorlagen erinnernden Buchmalerei als ältester karolingischer Psalter des Frankenreiches. Ältere Literatur gibt etwa Auxerre als Entstehungsort und die Jahre zwischen 772 und 795 als Entstehungszeit an. Bernhard Bischoff wies jedoch nach, dass der Entstehungsort des Psalters im bajuwarischen Raum zu finden sei, und zwar im Skriptorium des damaligen Klosters Mondsee, im heutigen Oberösterreich. Der Nachweis konnte auch auf Grund der ähnlichen Ornamentik am Tassilokelch von Kremsmünster geführt werden.
Das Herzogtum der Bajuwaren unter den Agilolfingern befand sich damals in der letzten Phase der relativen Eigenständigkeit gegenüber dem karolingischen Frankenreich und pflegte enge politische wie auch kulturelle Kontakte zu den Langobarden in Italien. Tassilos Ehefrau Luitberga war sogar die Tochter des Langobardenkönigs Desiderius. Diese Verbindung wird heute auch von der Forschung als plausibelste Erklärung für den spätantiken oberitalienischen Einfluss auf die Bildgestaltung und Ornamentik des Psalters gewertet.

## Geschichte
Nach heftigen Machtkämpfen und dem Verlust der langobardischen Verbündeten wurden die Agilolfinger im Jahr 788 von Karl dem Großen entmachtet und das Herzogtum der Bajuwaren endgültig in das Frankenreich integriert. Man nimmt an, dass dabei der Psalter aus Mondsee als Kriegsbeute in den Westteil des Frankenreiches gelangte. Dabei wurden auch die beiden Töchter Tassilos III. Cotani und Hrodrud durch den Mondseer Abt Hunric in westfränkische Gefangenschaft nach Chelles geführt und man nimmt an, dass sie dabei den Psaltar mitführten. Bereits im 9. Jahrhundert befand er sich in Auxerre im heutigen Frankreich. Bemerkenswert ist auch, dass dabei 5 Blätter am Ende des Psalters entfernt wurden, auf denen sich wahrscheinlich die persönliche Widmung der Mondseer Ersteller an die bajuwarische Herzogsfamilie befand. Im westfränkischen Kloster wurden stattdessen Laudes regiae, eine neue Widmung an die Königin und vierte Ehefrau Karls des Großen, Fastrada, eingetragen. Da diese bereits 794 verstarb, muss dieser Eintrag davor geschehen sein.
Im Jahr 1721 ist der Psalter dann in Lyon nachweisbar, wo er sich in der Sammlung von Jean Bouhier befand. Nach dessen Tod kaufte ihn das Kloster von Cîteaux. Durch die Wirren der Französischen Revolution gelangte er schließlich an die Universitätsbibliothek von Montpellier. Dieser Aufbewahrungsort, an dem sich der Psalter noch heute befindet, gab dem Werk auch den in der Fachliteratur verwendeten Namen.
Zur gemeinsamen Landesausstellung des Freistaates Bayern und des Landes Salzburg in Rosenheim/Bayern und Mattsee/Salzburg vom 19. Mai bis 6. November 1988 kam der Psalter als Leihgabe aus Montpellier zum ersten Mal zurück in seine Entstehungsregion.